# SMART-1
Smart 1 o SMART-1 és una sonda orbital de l'Agència Espacial Europea (ESA) de propulsió iònica que orbità al voltant de la Lluna entre l'octubre de 2003 i el 3 de setembre de 2006, quan s'estavellà de forma controlada sobre la superfície lunar. SMART és un acrònim de Small Missions for Advanced Research in Technology («Petites missions per a la recerca tecnològica avançada»).

## Disseny
La SMART-1 és una sonda lunar lleugera (367 kg al llançament) de només 1 metre de diàmetre. El cost total és relativament baix: 110 milions d'euros; en aquest sentit forma part de l'estratègia de l'Agència Espacial Europea de construir sondes espacials petites i barates, en comparació amb les de la NASA.
Incorpora un propulsor iònic (SEPP, Solar Electric Primary Propulsion), que és un propulsor d'efecte Hall (PPS-1350). Està dissenyat per aportar més resistència que els motors químics tradicionals. La reserva de combustible a bord és de només 60 litres de xenó inert, amb una massa de 80 kg. Els propulsors utilitzen un camp electroestàtic per projectar ions de xenó a alta velocitat. L'impuls específic és de 16,1 kN·s/kg, més de tres vegades superior al màxim assolit amb coets químics. Per tant, amb 1 kg de combustible es pot aconseguir un increment de velocitat (Δv) de 45 m/s.
Per a alimentar el propulsor es disposa de 1.190 W, que proporcionen una propulsió nominal de 68 mN i, per tant, una acceleració de 0,2 mm/s² (o 0,7 m/s per hora). Així, les maniobres orbitals no es duen a terme amb curtes impulsions, com passa amb els propulsors químics, sinó molt gradualment, habitualment durant un terç de la duració d'una òrbita.

## Missió
Com a part del programa «Petites missions per a la recerca tecnològica avançada», la SMART-1 provarà noves tecnologies de vehicles espacials noves. L'objectiu primari és provar el propulsor iònic alimentat per energia energia solar. També provarà els instruments científics miniaturitzats, que es creu que són més eficaços. Si reeix, aquestes tecnologies s'utilitzaran en futures missions de l'ESA.
Un objectiu secundari és obtenir més informació sobre la Lluna, com per exemple, dades sobre la seva formació. La SMART-1 farà un mapa de la superfície lunar mitjançant tècniques d'imatge en raigs X i infraroig, prenent imatges d'uns quants angles diferents, de manera que es pugui fer el mapa de la superfície de la Lluna en tres dimensions. També determinarà la composició química de la Lluna mitjançant espectroscòpia de raigs X. Un objectiu específic és utilitzar llum infraroja per buscar aigua congelada al pol sud de la Lluna, on algunes àrees de la superfície mai no estan exposades a la llum solar. També elaborarà un mapa dels PEL (Peaks of Eternal Light, «Cims de llum eterna») lunars, cims misterios permanentment il·luminats per la llum solar i envoltats per cràters en la foscor perpètua.
La SMART-1 impactà contra la superfície lunar, tal com estava planejat, el 3 de setembre de 2006 a les 05:42:22 UTC. A una velocitat aproximada de 2.000 m/s respecte a la Lluna, la SMART-1 creà un impacte visible des de la Terra amb telescopis. S'espera que l'impacte no només proporcioni dades simulant un impacte d'un meteorit, sinó que també exposi materials soterrats per a una possible anàlisi espectroscòpica. L'ESA estima que l'impacte es produí al voltant de les coordenades 34° 24′ S i 46° 12′ W.

## Esdeveniments, descobertes i resultats científics
- 2003:
  - 27 de setembre: Llançament des de Kourou (Guaiana Francesa).
- 2004:
  - 17 de juny: Provada la càmera que s'utilitzarà per fotografiar la Lluna, la càmera AMIE, amb fotografies de la Terra.
  - 2 de novembre: Últim perigeu en òrbita terrestre.
  - 15 de novembre: Primer perilluni en òrbita lunar.
- 2005:
  - 15 de gener: Detectat calci al Mare Crisium.
  - 26 de gener: Enviades les primeres imatges properes de la superfície lunar.
  - 15 de febrer: L'ESA aprova l'extensió de la missió un any més, fins a l'agost de 2006.
  - 27 de febrer: Assolida l'òrbita final lunar, amb un període orbital d'unes 5 hores.
  - 15 d'abril: S'inicia la cerca de PEL.
  - 8 de juny: L'ESA anuncia i confirma la detecció de calci.
  - 3 de setembre: La missió finalitza amb un impacte programat contra la superfície lunar.